# Fisher (Luisiana)
Fisher es una villa ubicada en la parroquia de Sabine en el estado estadounidense de Luisiana. En el Censo de 2010 tenía una población de 230 habitantes y una densidad poblacional de 144,63 personas por km².

## Geografía
Fisher se encuentra ubicada en las coordenadas 31°29′36″N 93°27′35″O / 31.49333, -93.45972. Según la Oficina del Censo de los Estados Unidos, Fisher tiene una superficie total de 1.59 km², de la cual 1.59 km² corresponden a tierra firme y (0%) 0 km² es agua.

## Demografía
Según el censo de 2010, había 230 personas residiendo en Fisher. La densidad de población era de 144,63 hab./km². De los 230 habitantes, Fisher estaba compuesto por el 64.35% blancos, el 31.3% eran afroamericanos, el 1.74% eran amerindios, el 0% eran asiáticos, el 0% eran isleños del Pacífico, el 1.3% eran de otras razas y el 1.3% pertenecían a dos o más razas. Del total de la población el 3.04% eran hispanos o latinos de cualquier raza.